# US Hollerich Bonnevoie
US Hollerich Bonnevoie – klub piłkarski, mający swoją siedzibę w mieście Luksemburg.

## Historia
Klub powstał w 1909 roku. Był jednym z zespołów - założycieli 1. ligi Luksemburga w 1909 roku. W debiutowym sezonie 1909/10 zespół dotarł do finału, gdzie przegrał 2:3 z RC Luksemburg. W kolejnych 5 sezonach zdobył mistrzostwo kraju, następnie był drugim w kwalifikacji końcowej. W sezonie 1919/20 po raz ostatni występował w rozgrywkach na najwyższym poziomie. W 1925 połączył się z Jeunesse Sportive Verlorenkost tworząc nowy klub Union Luxembourg.

## Sukcesy

### Trofea międzynarodowe
Nie uczestniczył w rozgrywkach europejskich (stan na 31-12-2016).

### Trofea krajowe
| \| \| Zdobyte trofea w rozgrywkach Luksemburga (stan na: 31-12-2017) \| |                                                                |      |                                             |
| Rozgrywki                                                               | Osiągnięcie                                                    | Razy | Sezon(y)                                    |
| Mistrzostwo                                                             | I miejsce                                                      | 5    | 1911/12, 1913/14, 1914/15, 1915/16, 1916/17 |
| Mistrzostwo                                                             | II miejsce                                                     | 2    | 1909/10, 1917/18                            |
| Mistrzostwo                                                             | III miejsce                                                    | 1    | 1910/11                                     |
| Puchar                                                                  | zdobywca                                                       | 0    |                                             |
| Puchar                                                                  | finalista                                                      | 0    |                                             |
| II liga                                                                 | I miejsce                                                      | 0    |                                             |
| II liga                                                                 | II miejsce                                                     | 0    |                                             |
| II liga                                                                 | III miejsce                                                    | 0    |                                             |
| Luksemburg                                                              | Zdobyte trofea w rozgrywkach Luksemburga (stan na: 31-12-2017) |      |                                             |

## Stadion
Klub rozgrywa swoje mecze domowe na stadionie Achille Hammerel w Luksemburgu, który może pomieścić 5,814 widzów.